# Baia Solari
La baia Solari (in inglese Solari Bay) è una baia lunga 4,5 km e larga 11,2, situata sulla costa di Nordenskjöld, nella parte orientale della Terra di Graham, in Antartide. La baia si trova in particolare tra punta Balvan, a nord, e l'estremità orientale della collina Richard, a sud. 
La baia si è del tutto rivelata dopo la disintegrazione della piattaforma glaciale Larsen, nell'ultimo decennio del ventesimo secolo, ed al successivo ritiro del ghiacciaio Drygalski.

## Storia
La baia Solari è stata così battezzata dalla Commissione bulgara per i toponimi antartici in onore del villaggio di Solari, nella Bulgaria settentrionale. 